# Julius Falkenhayn
Julius Falkenhayn (ur. 20 lutego 1829 w Wiedniu, zm. 12 stycznia 1899 w Wiedniu) – austriacki polityk, minister rolnictwa Austro-Węgier w latach 1879–1895.